# マリーネフェーアプラーム
マリーネフェーアプラーム (MFP、海軍輸送艀）とは、第二次世界大戦中にドイツ海軍で運用された大型の上陸用舟艇である。この舟艇は輸送、機雷敷設、護衛、砲艦としてなど多様な任務に従事した。場所は地中海、バルト海、黒海、イギリス海峡そしてノルウェーの沿岸海域である。もともとは予定されていたイギリスへの侵攻（ゼーレーヴェ作戦）のために開発されたもので、これら舟艇の最初のものは1941年4月16日に発注を受け、1945年4月の戦争終了までにおよそ700隻が完成した。連合軍の資料ではしばしばこのクラスの舟艇を「対空艀」「F-ライター」と呼んでいる。

## 設計と開発
AからDまでいくつかの型式が開発され、サイズと兵装は型から型へと増していった。こうした舟艇を利用していくつかの特化した派生型、砲兵型や機雷敷設型も建造されている。これらは主に、当初意図した侵攻用途に使われたわけではなく、むしろ輸送や補給任務、護衛、港湾の防備に用いられた。MFPは20mm厚の装甲板で防御されている。

### タイプA
これはMFPの最初の形式で、重量増を抑えるために全て溶接構造を採用している。ただし、熟練の溶接作業者が不足したために試作型であるF100のみがこの形式で生産された。続いて生産されたものは全て、広く鋲接を取り入れた構造を特徴とする。
MFP-Aの原型では、余りものとなった2基の600馬力6気筒BMW航空用エンジンと 、1基の6気筒ドイツ・ディーゼル貨物自動車用エンジンを積むよう意図していた。これら3基のエンジンを積み、フルスロットルで操作したところ、MFP-Aは速力13ノットを発揮した。しかしBMWの航空用エンジンは機械的なトラブルを起こしやすいこと、燃料消費が激しいことが露呈し、代わりに3基のドイツ・ディーゼル貨物自動車用エンジンを標準セットで搭載することが決められた。これは舟艇の速力を10.5ノットに落とすこととなったが、速力減は主エンジンのより高い信頼性や経済的な巡航性能とひきかえになった。

### タイプA1

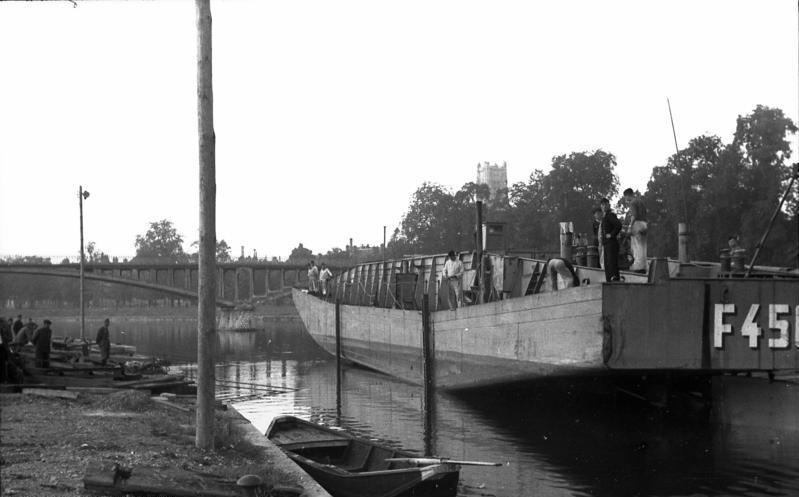
ドイツ軍のMFPは、こうした1隻のようにイタリア製の揚陸舟艇を補完するため、地中海へと移送された。目標はマルタ侵攻である。

これらはヘラクレス作戦での投入を意図していた。このイタリア・ドイツ共同のマルタ侵攻作戦は計画されたものの実行されることは無かった。これらの10隻は、ロシアで捕獲されたKV-1、KV-2重戦車を運べるよう特別に改修されている。重車両を載せる命令のため、改修ではウェルデッキや内部ランプの延長と拡幅、さらに船首ランプのカウンターバランスの重りを外方に位置変更することを必要とした。

### アーティラリーフェーアプラーム (AFP)
アーティラリーフェーアプラームもしくはAFP (砲兵フェリー)とはMFPから派生した砲艦である。こうした舟艇は船団護衛、沿岸砲撃、機雷敷設のために用いられた。舟艇には2門の88mm砲と軽量な対空機関砲が装備されている。

### モトザッテラ(MZ)
予定のマルタ侵攻作戦「Operazione C3」に備え、1941年後半にイタリア海軍はドイツ海軍からMFP-Aの設計案を確保した。そして65隻の最初の発注を出し、701から765までの番号を振っている。これら「モトザッテラ」（発動機艀、MZが公式に命名された）は主にイタリアのパレルモ周辺の造船所で生産され、イタリア海軍に不可欠な歩兵や装甲車両を揚陸する能力や、開けた海浜に直に補給品を届ける能力を与えることとなった。
この舟艇はM13/40中戦車を3両まで、または100名の完全武装の兵員を輸送するか、もしくは同等量の貨物を運ぶことができた。主な大きい改修箇所は、機関をドイツ製のドイツ・トラックエンジン3基からイタリア製のディーゼルエンジン（OM BXD150馬力6気筒、リットリナ・ディーゼル気動車にて使用）に取り替え、さらにドイツ製の7.5cm砲を76mm/40アンサルド速射砲に替えた点である。対空機関砲は普通、土嚢もしくはコンクリートブロックで防御された。
初のモトザッテラが起工したのは1942年3月である。同年7月にはマルタ侵攻が予定されており、この月にMZの全65隻が完成し、投入準備は完了した。7月27日、しかしながら侵攻作戦は無期限延期となり、多数のイタリア製MZがイタリアからリビアへの物資輸送任務に転換された。また、エジプトを進撃するアフリカ戦車師団への補給命令により、リビア沿岸の港と港の間に配備された。
1942年9月、40隻のMZ（761-800）が追加発注された。この改良型は凌波性を良くするために船首を高め、キールを強化、航続を増すため燃料タンクを大型化したことを特徴とする。破片防御のための内張りに100mm厚のコンクリート防御を施し、さらに20mm対空機関砲を船体中央に追加した。
1942年9月14日、トブルクへ上陸しようとした連合軍の試みをくじくため、イタリア製のMZは鍵となる役割を果たした。これはアグリーメント作戦として知られる。この際、MZはトブルク港内の魚雷艇隊を撃退し、さらに後にはアレクサンドリアへ到達しようと試みていた、落伍中の揚陸用発動艀と2隻の対空艀を鹵獲した。彼らの中にはHMSシークの艦長であるジョン・ミックルウェイト大佐も含まれていた。
1943年6月にMZの第3シリーズ40隻が発注されたものの、完成に至ったものは無い。さらに20隻がMZ 801-820として計画され、MFP-Dと兵装やエンジンを含むほぼ同一の複製品となるものだったが、これもまた当時のイタリアの戦況が相当に悪化し、その兵力が北アフリカから追い払われていたために実現しなかった。
1943年9月8日、イタリアが連合軍との休戦協定に調印するまで、全95隻のモトザッテラがイタリアの造船所で作られた。

## 実戦投入
マリーネフェーアプラームの初めての実戦投入は、ソビエト連邦へドイツが侵攻したバルバロッサ作戦中に行われた。1941年9月14日、ドイツがベイオウルフII作戦の一環としてサーレマー島、ヒーウマー島、ムフ島へ侵攻した際に12隻のマリーネフェーアプラームが投入されている。また1942年6月、セヴァストポリ包囲戦ではマリーネフェーアプラームが補給支援を行った。1942年9月2日夜間、ブリュッヒャーII作戦の一環として1.揚陸部隊に属する24隻のマリーネフェーアプラームが、第46歩兵師団の戦闘団をタマン半島へ輸送するためケルチ海峡を渡った。
1943年1月から10月の間、この時期にソビエトの攻撃が繰り返されていたにもかかわらず、マリーネフェーアプラームは、ロシア南部タマン半島のクバン橋頭保にあった国防軍のうち第17軍の撤退のため投入された。海上の撤退では239,669名の兵員、16,311名の負傷者、27,456名の市民と115,477tの軍需物資（主として弾薬）、車両21,230両、戦車74台、火砲1,815門と馬74,657匹がクリミアへ運び出された。
1944年2月、3隻のマリーネフェーアプラームがルーマニア海軍に購入され、「PTA-404」、「PTA-405」、「PTA-406」と命名されている。

## 書籍
- Gabriele, Mariano. Operazione C3: Malta Ufficio storico della marina, 1965.
- Greene, Jack and Massignani, Alessandro. The Naval War in the Mediterranean. Chatham Publishing, 1998. ISBN 1-885119-61-5.
- Gröner, Erich. Die Schiffe der Deutschen Kriegsmarine und Luftwaffe 1939-1945. Bernard & Graefe, 2001. ISBN 978-3-7637-6215-6
- Heckmann, Wolf. Rommel's War in Africa. Doubleday & Company, 1981. ISBN 0-385-14420-2
- Kugler, Randolf. Das Landungswesen in Deutschland seit 1900. Buchzentrum, Empfingen 1989. ISBN 978-3-86755-000-0.
- Marcon, Tullio. I Mule del Mare. Albertelli, Parma, 1998. ISBN 978-88-87372-02-1
- Sadkovich, James J. The Italian Navy in World War II. Greenwood Press, 1994. ISBN 978-0-313-28797-8
- Schenk, Peter. Kampf um die Ägäis: die Kriegsmarine in den griechischen Gewässern 1941-1945. Mittler & Sohn, 2000. ISBN 978-3-8132-0699-9
- Schneider, Gerd-Dietrich. Plattbugkreuzer: Artillerieträger der Marine im Einsatz. Mittler & Sohn, 1998. ISBN 978-3-8132-0555-8.
- Reynolds, Leonard C. Motor Gunboat 658: The Small Boat War in the Mediterranean 1955/2002. ISBN 0-304-36183-6